# Cálculo relacional basado en dominios
El cálculo relacional basado en dominios (en inglés Domain relational calculus, DRC) es un cálculo propuesto por Michel Lacroix y Alain Pirotte como lenguaje de consulta declarativo para modelos relacionales de bases de datos.
El cálculo tiene la misma expresividad que el álgebra relacional, y se implementa en el lenguaje SQL.

## Estructura
A pesar de compartir los operadores que el cálculo relacional de tuplas no se usan variables para las tuplas sino para sus dominios. De esta forma las expresiones tienen la forma { (x, y, z, ...) / P(x, y, z, ...) }, siendo x, y, z variables de dominio y P representa una fórmula compuesta de átomos.